# Wittow
Halvøen  Wittow er den nordligste del af øen Rügen i den tyske delstat Mecklenburg-Vorpommern. Den ligger ud til Østersøen i nord og øst,  Wieker Bodden i vest og Großer Jasmunder Bodden i syd.
Den 12 km lange smalle landtange Schaabe forbinder Wittow med Jasmund, og dermed resten af Rügen. Wittow har også en færgeforbindelse mod syd fra landsbyen Wiek over Rassower Strom til Trent. Mod  vestpå halvøen ligger Bug, der er en 8 km lang sandtange som kun er nogle få hundrede meter bred.
Vigtigste byer på Wittow er Dranske, Wiek og Altenkirchen. En del af halvøen ligger i Nationalpark Vorpommersche Boddenlandschaft. Det nordøstligste punkt på hnalvøen er Gellort cirka 1 km vest for Kap Arkona, som er det nordligste punkt i Mecklenburg-Vorpommern. Ved foden af Gellort ligger vandreblokken Siebenschneiderstein. Halvøen er præget af klinter i nord og flade englandskaber ud til lagunerne i syd.
54°38′N 13°20′Ø / 54.63°N 13.33°Ø